# Champlat-et-Boujacourt
Champlat-et-Boujacourt település Franciaországban, Marne megyében. Lakosainak száma 147 fő (2022. január 1.). Champlat-et-Boujacourt Chambrecy, Chaumuzy, Jonquery, La Neuville-aux-Larris és Ville-en-Tardenois községekkel határos.

## Népesség
A település népességének változása:
| Lakosok száma | 97   | 94   | 111  | 139  | 163  | 169  | 165  | 155  | 152  | 147  |
|               | 1968 | 1982 | 1990 | 2006 | 2013 | 2015 | 2017 | 2019 | 2020 | 2022 |